# فرودگاه بین‌المللی میدوی شیکاگو

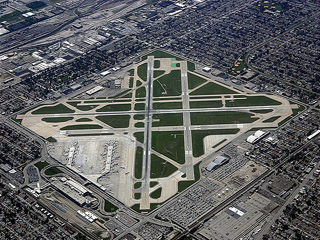
نمایی از فرودگاه

فرودگاه بین‌المللی میدوی شیکاگو (به انگلیسی: Chicago Midway International Airport) فرودگاهی بین‌المللی است که در شهر شیکاگو در ایالت ایلینوی واقع شده و از پر رفت‌وآمدترین فرودگاه در آمریکا می‌باشد.